# Contarinia liliacea
Contarinia liliacea är en tvåvingeart som beskrevs av Einar Wahlgren 1957. Contarinia liliacea ingår i släktet Contarinia och familjen gallmyggor.
Artens utbredningsområde är Sverige. Inga underarter finns listade i Catalogue of Life.